# Рахваловиці
Рахваловиці (пол. Rachwałowice) — село в Польщі, у гміні Кошиці Прошовицького повіту Малопольського воєводства.
Населення — 260 осіб (2011).
У 1975-1998 роках село належало до Келецького воєводства.

## Демографія
Демографічна структура станом на 31 березня 2011 року:
|          | Загалом | Допрацездатний вік | Працездатний вік | Постпрацездатний вік |
| -------- | ------- | ------------------ | ---------------- | -------------------- |
| Чоловіки | 125     | 18                 | 91               | 16                   |
| Жінки    | 135     | 28                 | 68               | 39                   |
| Разом    | 260     | 46                 | 159              | 55                   |